# Anthus vaalensis
El bisbita del Vaal (Anthus vaalensis)  es una especie de ave paseriforme de la familia Motacillidae propia del sur de África.

## Descripción
El bisbita del Vaal mide entre 16-18 cm de largo, y pesa entre 23-36,6 g. A menudo se confunde con el bisbita liso porque ambas especies tienen las partes superiores lisas. Las partes inferiores del bisbita del Vaal son más claras y anteadas que las del bisbita liso. El bisbita del Vaal tiene listas superciliares claras, y su mandíbula inferior tiene la base rosada. Tiene un moteado difuso en el pecho, mientras que su vientre y flancos son anteados y lisos. Los juveniles tienen moteado.

## Taxonomía
La especie fue descrita científicamente por el naturalista inglés George Ernest Shelley en 1900. 
Se reconocen cinco subespecies:
- A. v. chobiensis - se extiende por el sur de la República Democrática del Congo, el suroeste de Tanzania, el noreste de Namibia, el norte de Botsuana, Zimbabue y el oeste de Mozambique;
- A. v. neumanni - ocupa el centro de Angola;
- A. v. namibicus - presente en el noreste y centro de Namibia;
- A. v. exasperatus - se localiza en el noreste de Botsuana;
- A. v. vaalensis - se encuentra en el sur de Botsuana y Sudáfrica.

Se describió otra que se considera inválico, A. longicaudatus, y actualmente está incluido en A. vaalensis. Algunos autores incluyen en esta especie las subespecies saphiroi y goodsoni del bisbita plano (Anthus leucophrys).

## Distribución y hábitat
El bisbita del Vaal se encuentra en África austral y la parte meridional de África central y oriental, distribuido por Angola, Botsuana,  Malawi, Mozambique, Namibia, la República Democrática del Congo, Sudáfrica, Suaziland, Tanzania, Zambia y Zimbabue, con un área de distribución estimada en unos 5.660.000 km². Su hábitat son las llanuras semiáridas y los herbazales. También se encuentra en los pastiales, campos quemados y los bordes de las salinas.

## Comportamiento
Suele encontrase en solitario o en parejas, aunque puede formar bandadas en invierno. Con frecuencia agita su cola de arriba abajo. Su canto es un repetitivo tchriip-churup, y emiten una llamada tipo sshik cuando huyen. Se alimenta de invertebrados y semillas. La época de cría transcurre de julio a febrero en Zimbabue, y de agosto a diciembre en Sudáfrica. Construye un nido en forma de cuenco en el suelo.